# Порто-флип
По́рто-флип (англ. porto-flip) — алкогольный коктейль на основе портвейна и бренди, одна из современных разновидностей флипа. Классифицируется как лонг-дринк. Является единственным флипом, вошедшим в число официальных коктейлей Международной ассоциации барменов (МАБ). В соответствии с категоризацией МАБ отнесён к группе «Незабываемые» (англ. Unforgettables).
По нормам, утверждённым МАБ, для приготовления порции порто-флипа используются 45 мл красного портвейна, 15 мл бренди и 10 мл яичного желтка.
Портвейн, бренди и желток смешиваются в шейкере с большим количеством льда. Образовавшаяся смесь сцеживается. Основная масса получившегося напитка имеет тот или иной оттенок розового цвета и достаточно однородную консистенцию, на поверхности образуется тонкий слой неплотной светлой пенки.
Коктейль традиционно сервируется в коктейльном бокале, его поверхность посыпается тёртым мускатным орехом. Крепость напитка составляет обычно около 20—22 градусов. Подаётся порто-флип, как правило, в качестве дижестива.